# Raths-Apotheke (Bremen)
 Die Raths-Apotheke ist in Bremen ein denkmalgeschütztes Gebäude am Bremer Marktplatz, Am Markt Nr. 11. 
Das Haus ist Teil des Denkmalensembles Am Markt Nr. 1 bis 21.

## Geschichte

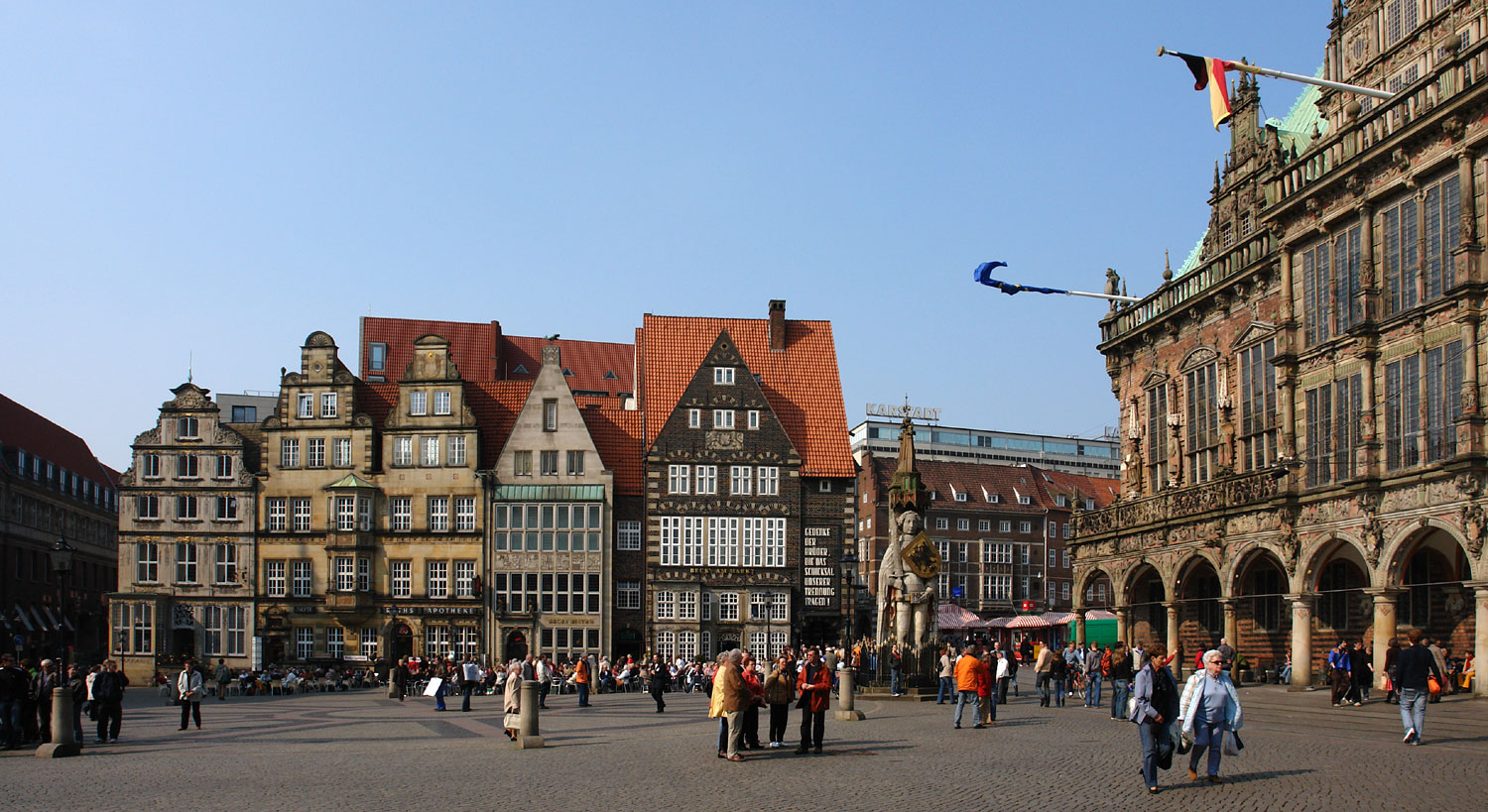
Marktplatz: Raths-Apotheke Mitte links an der Nordwestseite; rechts Roland und Rathaus

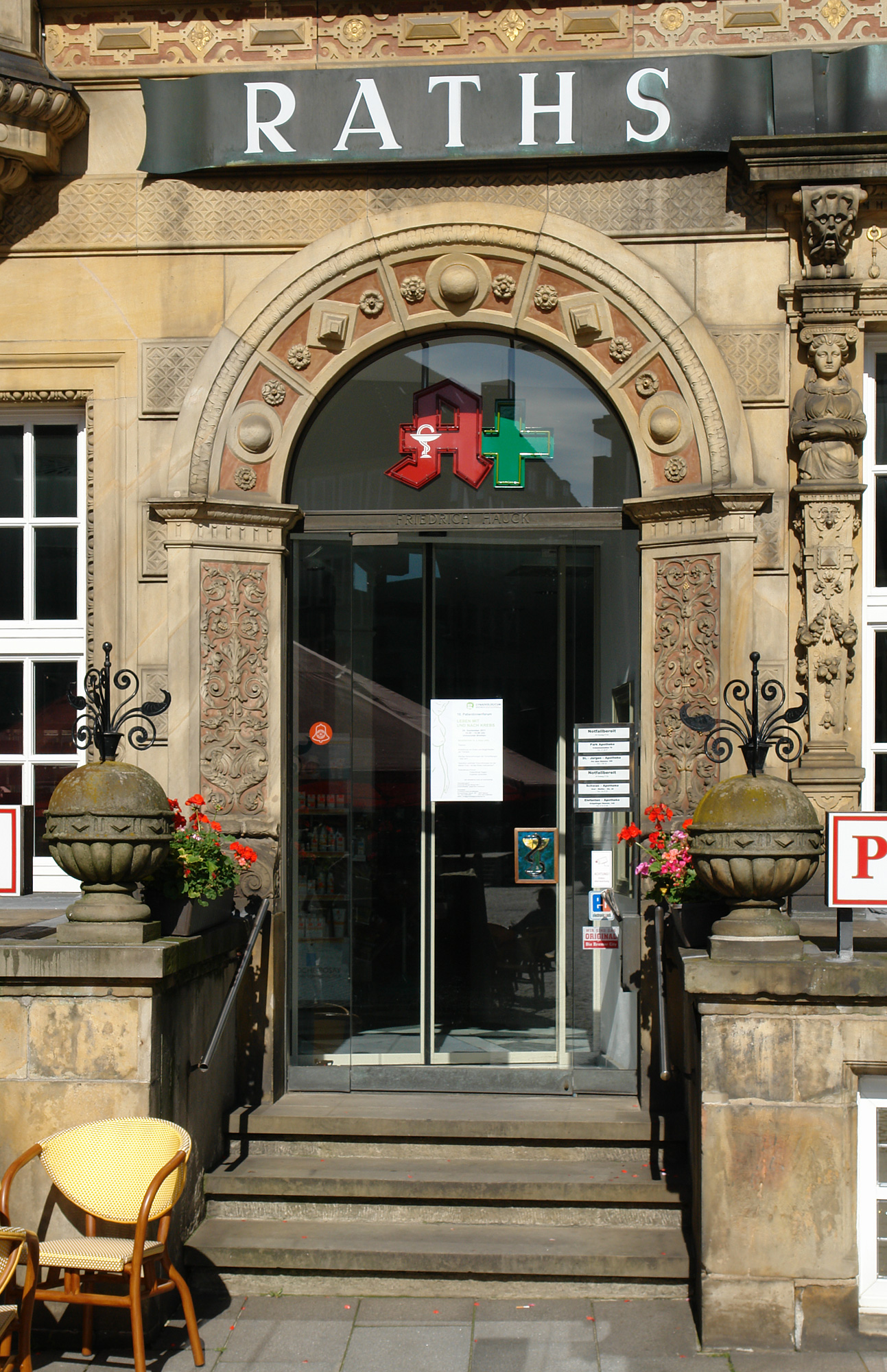
Eingang

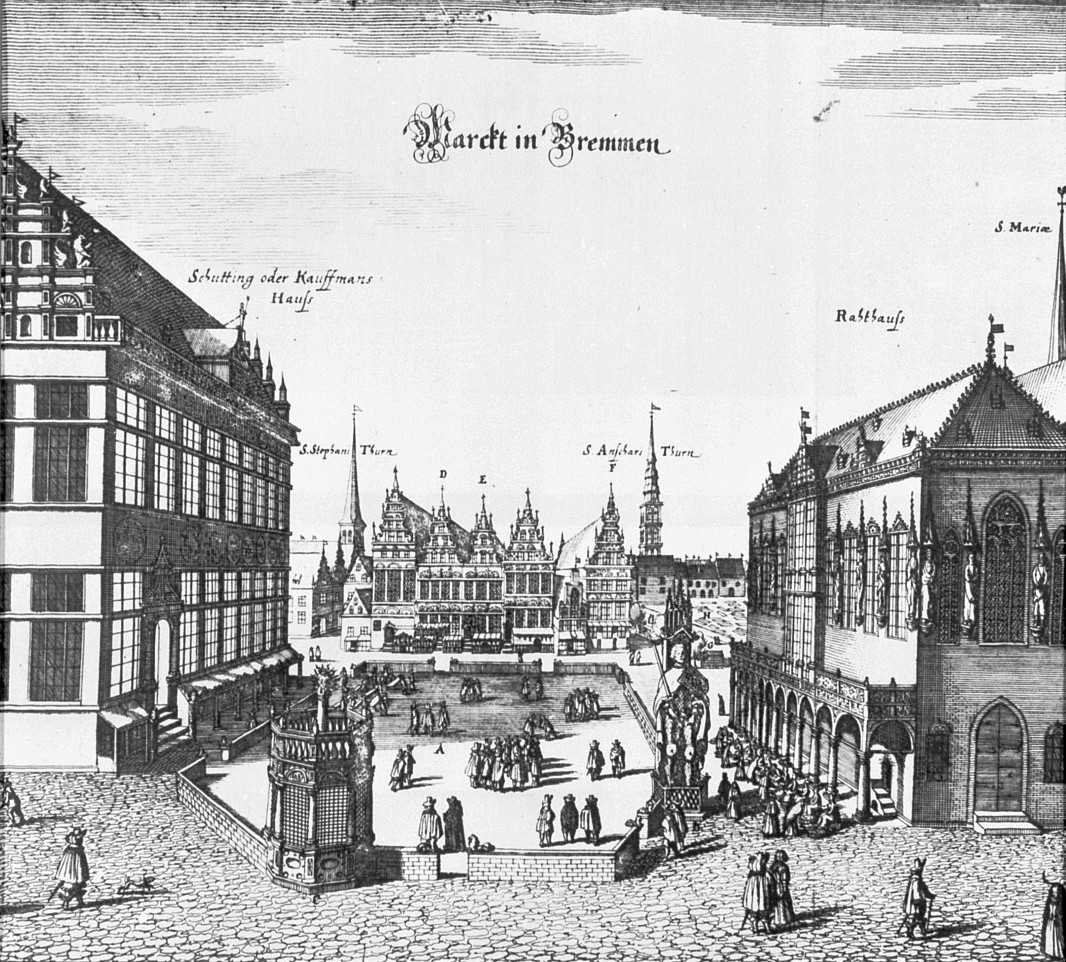
Marktplatz von 1630 nach Merian

Seit um 1510 gab es bereits an einem heute unbekannten Ort in Bremen, wahrscheinlich in der Sögestraße, eine Raths-Apotheke. Urkundlich wurde sie erstmals am 1. Oktober 1532 genannt, als der „...Bürgermeister und der Rath der Stadt Bremen...“ in einer Bestallungsurkunde „...öffentlich Kund tun und bekennen...“, dass der Raths-Apotheker seinen „...Bürgern und Patienten seine Waren um einen gemessenen Wert gutwillig verkaufen und alles tun und verrichten solle, was einem aufrichtigen Apotheker wohl ansteht...“ Der Betreiber erhielt die Einkünfte der Apotheke vom Bremer Rat. Seit dem 17. Jahrhundert verpachtete der Rat diese Apotheke auf 10 Jahre, später auf Lebenszeit. Die Oberaufsicht hatten der Dritte Bürgermeister und ein Ratsherr.
Von 1594 bis 1820 standen an der heutigen Stelle der Apotheke zwei dreigeschossige Giebelhäuser der Weserrenaissance mit ungleichen Grundstücksbreiten und Giebelhöhen. Diese beiden Bauten, mit zwei bzw. drei Fensterachsen, wurden nach Plänen von Lüder von Bentheim errichtet. In den beiden Häusern befanden sich die Apotheke und die Bremer Akzisemeisterei. Weitere Apotheken kamen in Bremen im 17. Jahrhundert dazu: 1640 die Einhorn-Apotheke, 1667 die Hirsch-Apotheke und die Apotheke zur weißen Rose.
Im August 1815 verkaufte der Rat das Anwesen an den bisherigen Pächter Jacob Henschen. Der ließ die beiden baufälligen Giebelhäuser nach 1820 abreißen. Um 1830 entstand auf beiden Grundstücken ein schlichter, traufständiger, dreigeschossiger, klassizistischer Neubau, ganz im Stil der Biedermeier-Architektur. An der Nordwestseite des Marktplatzes erschien das verputzte Gebäude fremd und unpassend. Dieser Bau wurde am 11. Februar 1893 durch einen Brand stark beschädigt, vor allem die oberen Geschosse. Der Besitzer Friedrich Hauck konnte sich einen Wiederaufbau nicht leisten.
Nach einer regen, öffentlichen Diskussion, auch in der Bremischen Bürgerschaft, verfestigte sich der Standpunkt, dass „...der Marktplatz so sehr jedem Bremer an Herz gewachsen sei, daß eine dauernde Verunzierung desselben womöglich abgewehrt werden sollte...“. Bei der Wiederherstellung seiner Vorderfront war eine repräsentative neue  Fassade erforderlich. Sie wurde von 1893 bis 1894 nach Plänen des damaligen Dombaumeister Max Salzmann in Stil der deutschen Renaissance durchgeführt. Verwendet wurde dafür gelblicher schlesischer Marmor. Der mittlere Giebel oberhalb der Traufe und ein Erker im l. und 2. Obergeschoss ergaben dabei eine Betonung der Vertikalen. Der Besitzer erhielt von der Stadt Bremen einen höheren Zuschuss von 15.000 und von dem Petroleum-Kaufmann Franz Schütte 10.000 Mark, um die erhöhten Kosten der das Stadtbild prägenden Fassade bauen zu können. 
Im Zweiten Weltkrieg brannte das Gebäude am 6. Oktober 1944 bei einem der Luftangriffe auf Bremen aus. Dabei blieb die Vorderfront mit dem Erker und das unterste Geschoss des Giebels erhalten. Nach dem Krieg erstreckte sich der Wiederaufbau zunächst nur bis zum zweiten Stock. Das gesamte Gebäude konnte schließlich von 1957 bis 1958 nach Plänen von Herbert Anker wiederhergestellt werden. Anstelle des früher vorhandenen Mittelgiebels kamen zwei Giebel im Stil des Neubarocks. Dadurch wurde die bis 1820/30 vorhandene Giebelreihe am Marktplatz wiederhergestellt. Der linke Giebel ähnelt dem zerstörten Mittelgiebel, der rechte ordnet sich in seinen Formen dem Ganzen unter. Der zweigeschossige Erker vom ersten zum zweiten Geschoss, in Form und Anordnung auf den einen Giebel abgestellt, hat durch das jetzige Vorhandensein von zwei Giebeln seine ursprüngliche Bedeutung verloren. Von seinem deshalb zunächst geplanten Abbruch ist abgesehen worden. Sein früher kuppelartiges Dach wurde durch schlichtere kupfergedeckte Schrägen ersetzt. Am rechten Giebel befindet sich eine Sonnenuhr, eine von rund 125 Sonnenuhren in Bremen.
Im linken Gebäudeteil befindet sich heute ein Ärztezentrum, im rechten Haus die Raths-Apotheke.

## Denkmalschutz
1917 wurde die Raths-Apotheke unter Denkmalschutz gestellt.
Das Gebäudeensemble an der Nordwestseite des Marktplatzes besteht von rechts nach links aus den folgenden vier Gebäuden:
- Nr. 1 Rathscafé/Deutsches Haus von 1908–1911 sowie 1951/1956,[2]
- Nr. 9 Haus Zum Jonas von 1600 und 1963,[3]
- Nr. 11 Raths-Apotheke von 1893–1894 und 1959–1960,[1]
- Nr. 12 Haus der Stadtsparkasse von 1755 und 1957–1958.[4]